# Trachemys emolli
La tortuga nicaragüense (Trachemys emolli) es una especie de tortuga de la familia Emydidae que se encuentra en Nicaragua y Costa Rica. Antiguamente era considerada una subespecie de Trachemys scripta pero fue elevada a su actual nivel de especie.

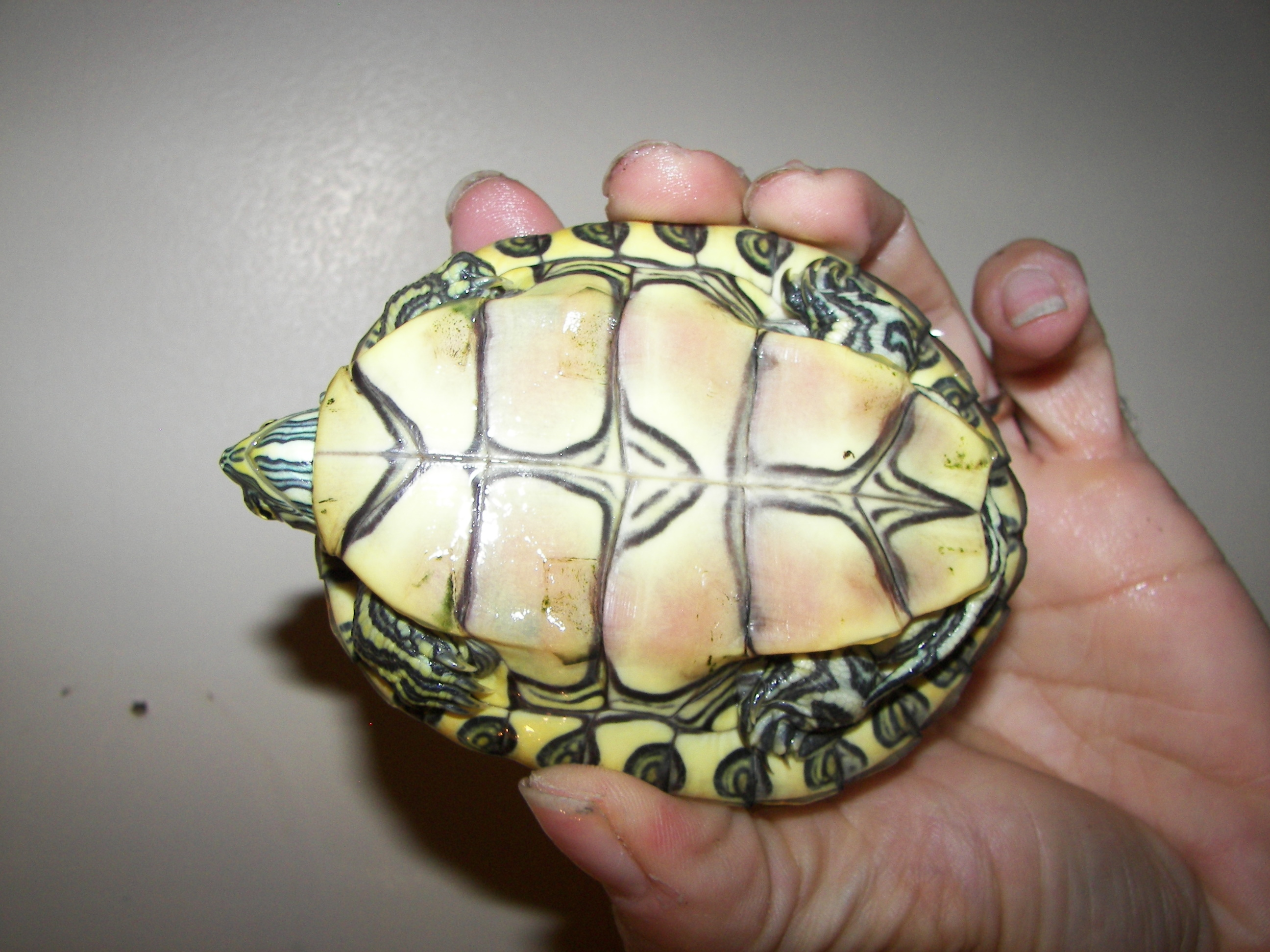
Plastrón de Trachemys emolli.

Esta especie puede llegar a medir hasta 37 cm. Con tan solo dos años de vida, estas tortugas pueden llegar a sobrepasar ya los 20 cm, ya que presentan un crecimiento muy rápido.